# 제3뇌실

가장 중심에 붉은 색 표기 부위가 제3뇌실. 그 밖에 둘러싼 푸른 부위가 측뇌실, 아래 척추로 이어지는 쪽 푸른색 구획이 제4뇌실이다.

제3뇌실은 시상의 안쪽, 시상하부의 위쪽, 뇌량의 아래에 존재하는 뇌실중 하나이다. 맥락총이 있어 뇌척수액을 생산한다.
제3뇌실의 앞은 종판, 전교련, 뇌궁각과 맞닿아 있고, 뒷부분은 수강, 수강삼각, 수강교련, 송과체, 후교련이 맞닿아 있다.
제3뇌실의 아래는 시상하부의 뇌하수체 루두부, 회백융기, 유두체, 시교차, 뇌하수체, 후유공질이 위치하고 있다.
제3뇌실의 뇌궁각과 그 외측의 시상이 서로 만나 구멍을 만드는데 이것이 측뇌실 전각과 통하는 먼로공이다. 먼로공을 통해 측뇌실과 연결된다.
중뇌의 중뇌수도를 통해 제4뇌실과 연결된다.

## 같이 보기
- 간뇌
- 뇌간